# دنیا کافی نیست
دنیا کافی نیست (به انگلیسی: The World is not Enough) فیلمی در گونهٔ جاسوسی و نوزدهمین قسمت از مجموعه‌ٔ فیلم‌های جیمز باند است که در سال ۱۹۹۹ میلادی توسط شرکت ایون پروداکشنز ساخته و توسط مایکل اپتد کارگردانی شد. در این فیلم، پیرس برازنان برای سومین‌بار به ایفای نقش جیمز باند پرداخته است. فیلمنامهٔ دنیا کافی نیست را نیل پرویس، رابرت وید و بروس فیرشتاین نوشتند و مایکل ویلسون و باربارا براکلی نیز تهیه‌کنندگان آن بودند. عنوان فیلم برگرفته از شعار خانوادگی باند است که نخستین‌بار در رمان در خدمت سرویس مخفی ملکه (۱۹۶۳) مطرح شد. 
داستان فیلم حول قتل سر رابرت کینگ، میلیاردر سرشناس، به‌دست تروریستی به نام رنارد می‌گردد. پس از این حادثه، باند مأمور می‌شود تا از دختر کینگ — که پیش‌تر توسط رنارد گروگان گرفته شده بود — محافظت کند. او در جریان این مأموریت، به نقشه‌ای پی می‌برد که هدف آن بالا بردن قیمت جهانی نفت از طریق ایجاد فروگداخت هسته‌ای در سواحل استانبول است. 
فیلم‌برداری این اثر در کشورهای اسپانیا، فرانسه، جمهوری آذربایجان، ترکیه و انگلستان انجام شد و صحنه‌های داخلی آن در استودیوهای پاین‌وود ضبط گردید. دنیا کافی نیست با این‌که نقدهای متفاوتی از منتقدان دریافت کرد — به‌ویژه داستان فیلم و انتخاب دنیس ریچاردز به‌عنوان باند گرل — اما بیش از ۳۶۱ میلیون دلار در سطح جهان فروش داشت و به هشتمین فیلم پرفروش سال ۱۹۹۹ تبدیل شد. این فیلم همچنین نخستین محصول شرکت ایون پروداکشنز بود که توسط شرکت مترو گلدوین مایر منتشر می‌شد. تا پیش از این فیلم، یونایتد آرتیستس حق مالکیت و توزیع فیلم‌های جیمز باند را در اختیار داشت. 

## خلاصهٔ داستان
جیمز باند به شهر بیلبائو فرستاده می‌شود تا با یک بانک‌دار سوئیسی دیدار کند و وجهی را برای سر رابرت کینگ، سرمایه‌دار بزرگ نفتی بریتانیا و دوست صمیمی اِم، بازپس گیرد. باند از آن بانک‌دار دربارهٔ قتل یکی از مأموران ام‌آی‌۶ بازجویی می‌کند؛ اما او پیش از افشای اطلاعات به‌طور مرموزی کشته می‌شود و باند ناچار می‌شود به سرعت با پول‌ها فرار کند. در سازمان ام‌آی۶ در لندن، معلوم می‌شود که محمولهٔ پول‌ها به مواد منفجره آلوده بوده و همین موجب انفجار ساختمان و کشته شدن کینگ می‌شود. باند به زن ناشناسی در همان اطراف مشکوک می‌شود و با قایق تندرو، او را در رودخانه تیمز تا گنبد هزاره تعقیب می‌کند. زمانی که زن قصد دارد با بالن فرار کند، باند به او پیشنهاد محافظت می‌دهد، اما آن زن بالن را منفجر کرده و خودکشی می‌کند. 
باند متوجه می‌شود که دختر کینگ، الکترا، مدتی در گروگان بوده. او با بررسی اطلاعات بیشتر، منشأ محمولهٔ پول‌ها را به همان گروگان‌گیرها و فردی به نام رنارد نسبت می‌دهد؛ کسی که قبلاً مأمور کاگ‌ب بوده و اکنون به یک تروریست تبدیل شده. اِم مأموریت محافظت از الکترا کینگ را به باند می‌سپارد. باند به آذربایجان می‌رود؛ جایی که الکترا بر پروژهٔ ساخت خط لوله نفت نظارت دارد. هنگام بازدید از یک مسیر پیشنهادی در کوهستان، آنها مورد حمله گروهی مسلح، سوار بر خودروهای برف‌رو، قرار می‌گیرند. 
برای کسب اطلاعات بیشتر دربارهٔ خودروهای برف‌رو، باند به قمارخانه والنتین زاکوفسکی، رئیس سابق مافیای روسی می‌رود و به‌طور اتفاقی با الکترا مواجه می‌شود. او می‌بیند که الکترا در یک شرط‌بندی مشکوک یک میلیون دلار به زاکوفسکی می‌بازد. باند سپس به رئیس امنیتی الکترا مشکوک شده و او را می‌کشد و همراه با وسایل شخصی‌اش سوار بر هواپیمایی به مقصد پایگاه متروک موشک‌های قاره‌پیمای شوروی در قزاقستان می‌شود. باند با جا زدن خود به‌عنوان دانشمند روسی، با یکی از فیزیک‌دانان آمریکایی و ناظر خلع سلاح به‌نام دکتر کریسمس جونز دیدار می‌کند. باند در آن پایگاه با رنارد و افرادش روبه‌رو می‌شود که مشغول خارج کردن هستهٔ پلوتونیوم و کارت موقعیت‌یاب از کلاهک هسته‌ای هستند. پیش از آن‌که باند بتواند از رنارد اعتراف بگیرد، جونز به هویت واقعی باند پی می‌برد و او را لو می‌دهد. رنارد هم موفق می‌شود که بمب را بدزدد و فرار کند. 
به درخواست الکترا، اِم نیز به آذربایجان می‌رود. باند به اِم هشدار می‌دهد که الکترا احتمالاً بی‌گناه نیست و در دوران گروگان‌گیری به عارضهٔ استکهلم مبتلا شده است. باند کارت موقعیت‌یاب را به‌عنوان مدرک دزدی تحویل اِم می‌دهد. در همان زمان مشخص می‌شود که پلوتونیوم دزدیده‌شده روی دستگاه بازرسی لوله نفت نصب شده و در حال حرکت به‌سمت پالایشگاه است. باند و جونز به محل می‌روند تا آن را غیرفعال کنند ولی متوجه می‌شوند که نیمی از پلوتونیوم جدا شده. آن‌ها پیش از انفجار خط لوله موفق به فرار می‌شوند؛ با این حال ام و الکترا تصور می‌کنند که هر دوی آنها کشته شده‌اند. الکترا در حضور ام فاش می‌کند که در قتل پدرش دست داشته؛ چون پدرش از او به‌عنوان طعمه استفاده کرده بود. او سپس اِم را به اسارت می‌گیرد؛ چون اِم به پدرش پیشنهاد داده بود که پول گروگان‌گیری را نپردازد. 
باند برای ملاقات مجدد با زاکوفسکی به کارخانهٔ خاویار او در دریای خزر می‌رود. زاکوفسکی درنهایت فاش می‌کند که در قبال شرط‌بندی‌های جعلی در کازینو، به الکترا اجازه داده تا در استانبول از یک زیردریایی هسته‌ای متعلق به دوران شوروری استفاده کند. جونز پی می‌برند که اگر رنارد نیمه باقیمانده از پلوتونیوم دزدیده‌شده را در راکتور زیردریایی قرار دهد، فروگداخت هسته‌ای آن می‌تواند استانبول را نابود و خط لوله‌های نفت در تنگهٔ بسفر را مختل کند؛ در نتیجه، ارزش خط لولهٔ متعلق به الکترا بالا خواهد رفت. باند و جونز به‌همراه زاکوفسکی به استانبول می‌روند و در یک واحد اطلاعاتی، از کارت موقعیت‌یاب نزد اِم سیگنالی با مختصات برج دختر دریافت می‌کنند. اما در همان لحظه، آن واحد منفجر و باند توسط افراد الکترا دستگیر و به برج منتقل می‌شود. جونز نیز در زیردریایی رنارد اسیر می‌شود. زمانی که الکترا مشغول شکنجه کردن باند با گرات است، زاکوفسکی به همراه افرادش وارد برج می‌شود؛ اما الکترا او را مورد اصابت گلوله قرار می‌دهد. پیش از آن که زاکوفسکی جان بدهد، با اسلحه جاسازشده در عصایش، باند را آزاد می‌کند. باند هم پس از آزادی، ام را نجات داده و الکترا را می‌کشد. 
باند با شیرجه زدن به درون دریا، سوار زیردریایی می‌شود و جونز را آزاد می‌کند. سپس با رنارد درگیر می‌شود و در نهایت با فروکردن میلهٔ پلوتونیوم به سینه‌اش، او را از پا درمی‌آورد. باند همراه با جونز از زیردریایی فرار می‌کنند و راکتور بدون ایجاد آسیب زیر آب منفجر می‌شود. کمی بعد، باند و جونز فرا رسیدن سال نو را در استانبول جشن می‌گیرند و بی‌خبر از این‌که ماهواره‌های ام‌آی‌۶ آن‌ها را زیر نظر دارند، باهم معاشقه می‌کنند. 

## بازیگران
- پیرس برازنان در نقش جیمز باند.
- سوفی مارسو در نقش الکترا کینگ؛ دختری که وارث یک امپراتوری نفتی است و ظاهراً هدف یک تروریست به نام رنارد قرار گرفته. پیش از این‌که باربارا براکلی نقش‌آفرینی مارسو را در فیلم نورآتش (۱۹۹۷) بپسندد، شارون استون و ویرا فارمیگا نیز برای این نقش در نظر گرفته شده بودند.[۳]
- رابرت کارلایل در نقش ویکتور «رنارد» زوکاس. پیش از انتخاب کارلایل، این نقش به خاویر باردم — که بعداً نقش منفی رائول سیلوا[و ۶] را در فیلم اسکای‌فال (۲۰۱۲) ایفا کرد — و ژان رنو نیز پیشنهاد شده بود.[۳]
- جودی دنچ در نقش ام.
- دنیس ریچاردز در نقش دکتر کریسمس جونز؛ فیزیک‌دان هسته‌ای اهل آمریکا که باند را در جریان مأموریتش همراهی می‌کند.[۴] ابتدا قرار بود جونز یک کارآگاه بیمه اهل پلی‌نزی فرانسه باشد؛ اما پس از انتخاب مارسو، ملیت او با اصرار استودیو به آمریکا تغییر داده شد.[۳] بازیگرانی چون تیفانی تیسون نیز برای این نقش آزمون داده بودند.[۵]
- رابی کالترین در نقش والنتین زاکوفسکی؛ او این نقش را در فیلم گلدن‌آی (۱۹۹۵) هم ایفا کرده بود.
- دزموند لولین در نقش کیو. این فیلم آخرین حضور لولین در نقش کیو است. او پس از انتشار فیلم، در سانحه رانندگی جان خود را از دست داد.
- ماریا گراتسیا کوچینوتا در نقش دختر سیگارچی/آدم‌کش آموزش‌دیده؛ او در ابتدای فیلم به باند و بانکدار سوئیسی سیگار تعارف می‌کند و در لندن نیز سعی در قتل باند دارد. در رمان‌ اقتباسی از فیلم دنیا کافی نیست، این شخصیت با نام جولیتا داوینچی[و ۷] معرفی شده است.
- سامانتا باند در نقش خانم مانی‌پنی؛[و ۸] منشی ام.
- مایکل کیچن در نقش بیل تنر؛[و ۹] رئیس دفتر ام.
- سرنا اسکات توماس در نقش پزشک.
- اولریش تامسن در نقش ساشا دیویدوف؛[و ۱۰] رئیس امنیتی الکترا در آذربایجان که در واقع با رنارد همکاری پنهانی دارد.
- گولدی در نقش محافظ زاکوفسکی که در واقع برای الکترا و رنارد کار می‌کند.
- پاتریک مالاهید در نقش بانکدار سوئیسی.
- جان کلیز در نقش آر؛ دستیار و جانشین کیو.

## تولید

### مقدمات

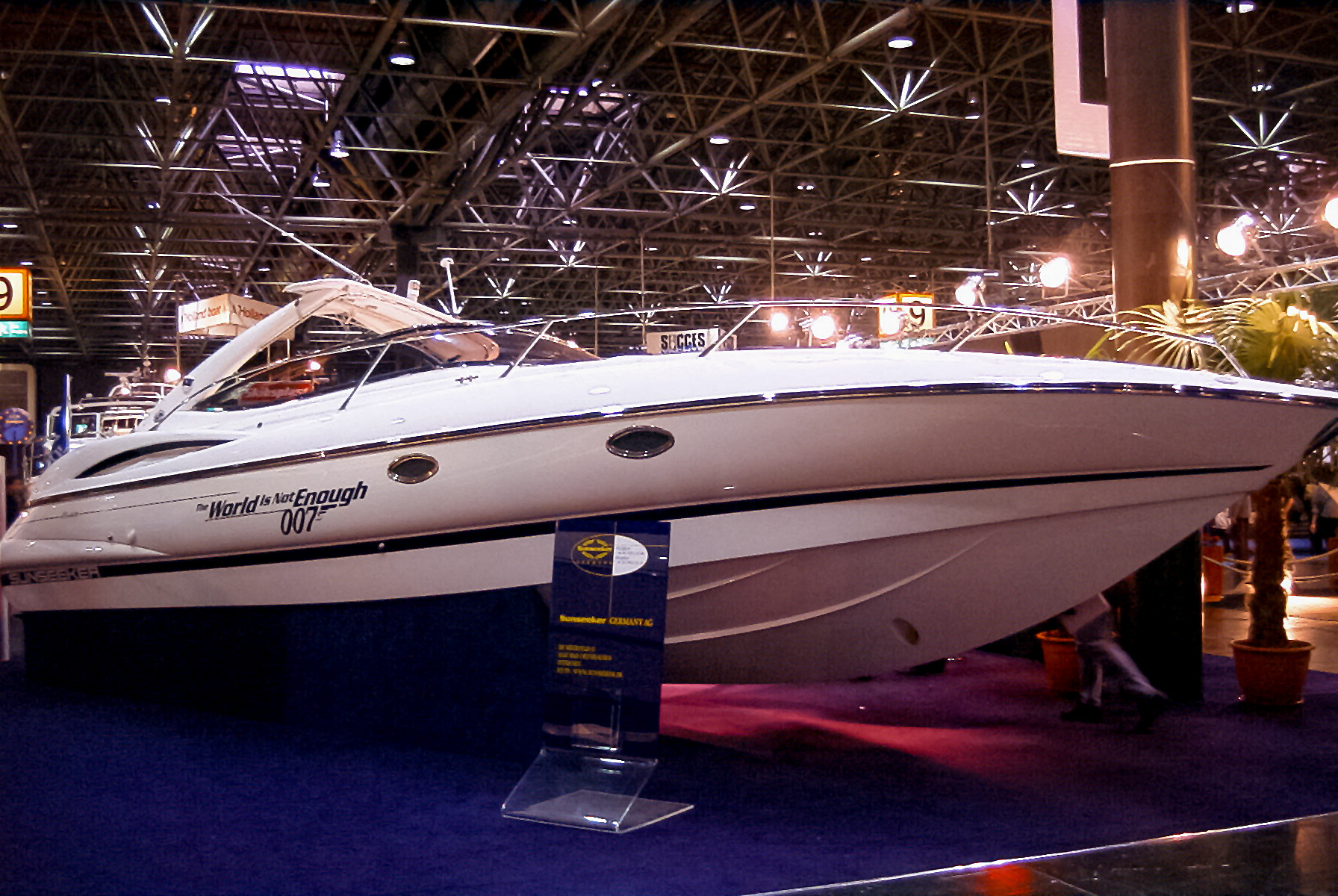
قایق تفریحی مورد استفاده در صحنهٔ تعقیب‌وگریز افتتاحیهٔ فیلم، در نمایشگاه بوت دوسلدورف در بهار سال ۲۰۰۰ به نمایش گذاشته شد.

در نوامبر سال ۱۹۹۷ و یک ماه پیش از نمایش عمومی فیلم فردا هرگز نمی‌میرد (۱۹۹۷)، باربارا براکلی به تماشای برنامه‌ای از شبکهٔ نایت‌لاین نشست که موضوع آن رقابت شدید شرکت‌های بزرگ نفتی جهان برای تصاحب منابع کشف‌نشده نفت دریای خزر پس از فروپاشی اتحاد جماهیر شوروی بود. او پیشنهاد داد که کنترل تنها لوله‌ای که نفت را از دریای خزر به غرب می‌رساند، می‌تواند انگیزه مناسبی برای شخصیت منفی قسمت بعدی فیلم جیمز باند باشد. براکلی و مایکل ویلسون، دو نویسنده به نام‌های نیل پرویس و رابرت وید را — پس از کارشان روی فیلمنامهٔ پلانکت و مک‌لین — برای نگارش چنین فیلمنامه‌ای استخدام کردند. همکاری این دو در مجموعهٔ فیلم‌های جیمز باند تا زمانی برای مردن نیست (۲۰۲۱) ادامه داشته است. آن‌ها همچنین از ایده‌های فیلمنامهٔ نیمه‌کارهٔ دیدار با مرگ که در سال ۱۹۹۳ برای نسخه‌ای با بازی تیموتی دالتون طرح شده بود، استفاده کردند. براکلی به‌ویژه از پیشنهاد نویسندگان مبنی بر انتخاب یک زن به‌عنوان شخصیت اصلی منفی خوشش آمد و گفت: «با حضور الکترا، باند خیال می‌کند که [عشق زندگیش]، تریسی را پیدا کرده؛ اما در اصل با [دشمن اصلیش]، بلوفلد طرف شده!»
در ابتدا، جو دانته و پس از آن، پیتر جکسون برای کارگردانی فیلم دنیا کافی نیست انتخاب شدند. باربارا براکلی از فیلم موجودات آسمانی (۱۹۹۴) ساختهٔ جکسون خوشش آمده بود؛ ولی وقتی نمایش ویژه‌ای از فیلم ترس‌آفرینان (۱۹۹۷) را برایش ترتیب دادند، تجدید نظر کرد و دیگر علاقه‌ای به همکاری با جکسون نشان نداد. جکسون که از طرفداران قدیمی جیمز باند بود، بعداً گفت که شرکت ایون پروداکشنز معمولاً کارگردان‌های کمتر شناخته‌شده را انتخاب می‌کند و با ساخت ارباب حلقه‌ها دیگر شانسی برای کارگردانی فیلم‌های جیمز باند نخواهد داشت. باربارا براکلی با آلفونسو کوارون نیز گفت‌وگو کرده بود؛ اما تهیه‌کنندگان به دنبال کسی بودند که بتواند از بازیگران زن، بازی‌های درخشان بگیرد. در نهایت، از مایکل اپتد دعوت شد؛ چرا که همکاری او با سیسی اسپیسک در فیلم دختر معدنچی زغال‌سنگ (۱۹۸۰) یا با سیگورنی ویور در فیلم گوریل‌ها در مه (۱۹۸۸) یا با جودی فاستر در فیلم نل (۱۹۹۴) باعث شده بود که هر سه نامزد دریافت جایزه اسکار بهترین بازیگر زن شوند (از میان آن‌ها، اسپیسک برنده شد). بروس فیرشتاین در نگارش دو فیلمنامهٔ قبلی جیمز باند هم همکاری داشت. پیش از استخدام او برای بازنویسی نقش باند، همسر وقت اپتد، دانا استیونز، ویرایش غیررسمی روی فیلمنامه انجام داد تا نقش شخصیت‌های زن را پررنگ‌تر کند.
نخست قرار بود فیلم دنیا کافی نیست در سال ۲۰۰۰ اکران شود و شایعاتی هم وجود داشت که عنوان آن باند ۲۰۰۰ خواهد بود. دیگر عناوین احتمالی شامل مرگ منتظر هیچ‌کس نمی‌ماند، یخ و آتش، نقطهٔ فشار و عشق در دل خطر بودند. در نهایت عنوان دنیا کافی نیست — ترجمهٔ عبارت لاتین Orbis non sufficit — انتخاب شد که شعار خانوادگی سر توماس باند، نیای جیمز باند در رمان‌های ایان فلمینگ، بود‌. این عبارت برای نخستین‌بار در رمان در خدمت سرویس مخفی ملکه (۱۹۶۳) و فیلم اقتباس‌شده از آن (۱۹۶۹) مطرح شده بود.
عبارت Orbis non sufficit احتمالاً نخستین‌بار در اثر فارسالیا نوشتهٔ لوکانوس ظاهر شده و در آن دو بار با مفهومی منفی به‌کار رفته؛ یک بار برای توصیف گروهی یاغی و طغیان‌گر و بار دیگر برای جاه‌طلبی ژولیوس سزار. بعداً شاعری طنزنویس با نام جوونال این عبارت را در مجموعهٔ اشعار انتقادی‌اش برای اسکندر مقدونی به‌کار برد و نوشت: «برای اسکندر، دنیا کافی نبود؛ اما یک تابوت کافی بود!». زمانی که فیلیپ دوم، پادشاه اسپانیا، سلطنت پرتغال را در سال ۱۵۸۰ به دست گرفت، شکل لاتین این عبارت به شعار رسمی او بدل شد.
دونالد ای. وستلیک که نویسندهٔ داستان‌های جنایی بود، نسخهٔ اولیهٔ فیلمنامه را نوشت؛ ولی به‌دلیل مشکلات فیلم‌برداری در مکان اصلی فیلمنامه، یعنی کشور چین، آن نسخه کنار گذاشته شد. وستلیک بعداً از آن فیلمنامه رمانی با نام ابد و یک مرگ درآورد که پس از مرگش و در سال ۲۰۱۷ توسط انتشارات هارد کیس کرایم منتشر شد.

### فیلم‌برداری

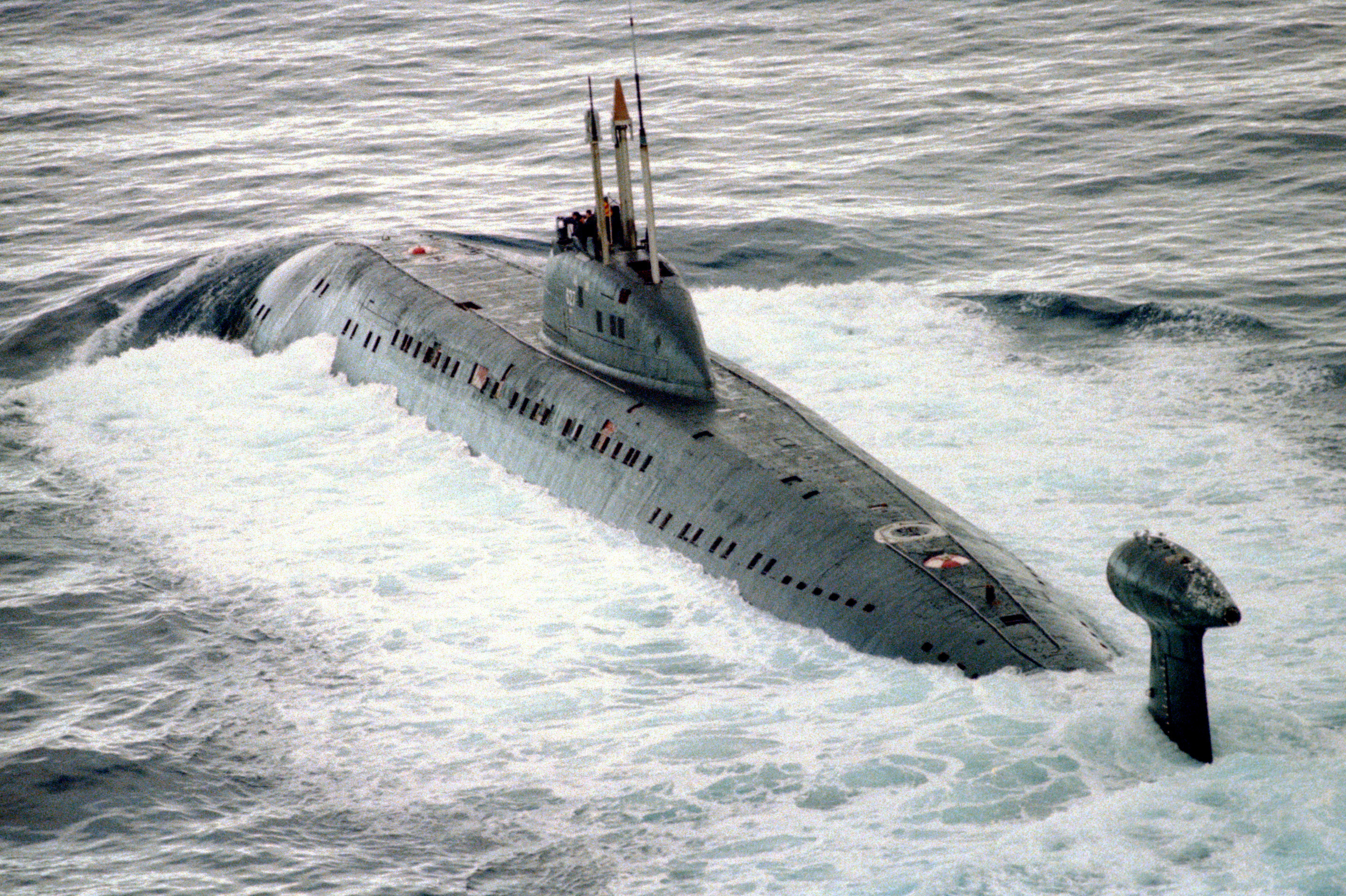
زیردریایی ویکتور کلاس III؛ که در ساخت پردهٔ سوم فیلم مورد استفاده قرار گرفت و یکی از عناصر کلیدی در نقشهٔ شخصیت‌های منفی داستان، یعنی الکترا کینگ و رنارد بود.

نخستین سکانس فیلم در شهر بیلبائو رقم می‌خورد و موزهٔ گوگنهایم نیز در آن به نمایش درمی‌آید. بعد از آن، فیلم به لندن منتقل می‌شود و ساختمان سازمان ام‌آی۶ و گنبد هزاره در کنار رودخانه تیمز هم نمایش داده می‌شوند. سکانس افتتاحیهٔ دنیا کافی نیست که حدود ۱۴ دقیقه طول می‌کشد، تا زمان اکران فیلم زمانی برای مردن نیست (۲۰۲۱)، طولانی‌ترین مقدمه در تاریخ فیلم‌های جیمز باند محسوب می‌شد. در آن زمان، روزنامهٔ دیلی تلگراف ادعا کرده بود که دولت بریتانیا به‌دلیل مسائل امنیتی از فیلم‌برداری مقابل ساختمان واقعی سازمان ام‌آی۶ در ناحیهٔ واکسهال کراس جلوگیری کرده؛ اما سخنگوی وزارت خارجه بعداً این ادعا را رد و نسبت به انتشار این خبر ابراز نارضایتی کرد. با این همه در ادامهٔ فیلم، قلعهٔ آلین دونن در اسکاتلند به‌عنوان مقر ام‌آی۶ معرفی می‌شود. دیگر مکان‌های فیلم‌برداری‌شده شامل شهر باکو، سکوهایی نفتی جمهوری آذربایجان در دریا و همچنین برج دختر و کاخ کوچوک‌سو در شهر استانبول هستند.
تصویربرداری اصلی از ۱۷ ژانویهٔ ۱۹۹۹ شروع شد و تا ژوئن همان سال ادامه یافت. صحنه‌های استودیویی طبق معمول در استودیوهای پاین‌وود ضبط شدند؛ از جمله در سکوی مخصوص «آلبرت آر. براکلی» که برای فیلم‌های جیمز باند ساخته شده بود. در شهر بیلبائو در اسپانیا فقط چند صحنهٔ خارجی مربوط به بانک سوئیسی و پل هوایی مجاور موزهٔ گوگنهایم گرفته شد. در لندن، از نمای فضاهای باز ساختمان ام‌آی۶ و ناحیهٔ واکسهال کراس فیلم‌برداری شد و چند هفته هم به ضبط سکانس تعقیب‌وگریز با قایق در رودخانهٔ تیمز — به سمت شرق تا گنبد هزاره در گرینیچ — اختصاص یافت. صحنه‌ای که باند پارک‌بان‌ها را خیس می‌کند، در کانال‌های محلهٔ ووپینگ فیلم‌برداری شد. بدل‌کاری‌های قایق‌رانی هم در اسکلهٔ میلوال و زیر پل گلنگال در ناحیهٔ آیل آو داگز انجام شدند. بخشی از صحنه‌های تعقیب‌وگریز هم در کشتی‌سازی چاتهام ضبط شد. مدرسهٔ استو در منطقهٔ باکینگهام‌شر به‌عنوان املاک خانوادگی کینگ‌ها کنار دریاچهٔ لوموند انتخاب شد. در اسکاتلند، قلعهٔ آلین دونن برای نمایش نمای خارجی ساختمان موقت ام‌آی‌۶ مورد استفاده قرار گرفت. صحنهٔ تعقیب‌وگریز در کوه‌های قفقاز هم در دامنه‌های شامونی در کشور فرانسه فیلم‌برداری شد؛ با این حال، ریزش بهمن روند فیلم‌برداری را به تعویق انداخت و حتی عوامل فیلم را ناچار به همکاری در عملیات نجات کرد.
برای ضبط نماهای داخلی و تنها نمای خارجی کازینوی طلای سیاه در شهر باکو، از ساختمان هتل هالتون استفاده شد که در واقع سالن استراحت افسران پایگاه نیروی هوایی سلطنتی بود. صحنهٔ مربوط به باند فرودگاه آذربایجان نیز در پایگاه هوایی سلطنتی نورثولت ضبط شد. کارخانهٔ خاویار متعلق به زاکوفسکی در کنار اسکله، به‌طور کامل در فضای باز استودیوهای پاین‌وود ضبط شد. تصاویر مربوط به تأسیسات هسته‌ای قزاقستان در منطقه‌ای از باردناس رئالس، واقع در نابارای اسپانیا، ضبط شد و نمای خارجی مرکز کنترل پالایشگاه نفت نیز متعلق به ساختمان شرکت موتورولا واقع در سوئیندون کشور انگلستان بود. تصاویر مربوط به خط لولهٔ نفت در پارک ملی اسنودونیا در کشور ولز ضبط گردید. صحنهٔ انفجار خط لوله نیز در منطقهٔ هانکلی کامن، واقع در الستد شهرستان ساری فیلم‌برداری شد. برج دختر در شهر استانبول به‌عنوان پناهگاه رنارد به نمایش درآمد. نماهای خارجی ویلای الکترا در باکو نیز در کاخ کوچوک‌سو واقع در استانبول فیلم‌برداری شدند؛ در حالی‌که نماهای داخلی این ویلا در عمارت لوتون هو واقع در بدفوردشر ضبط گردید. سکانس‌های زیر آب مربوط به زیردریایی نیز در کشور باهاما فیلم‌برداری شدند.

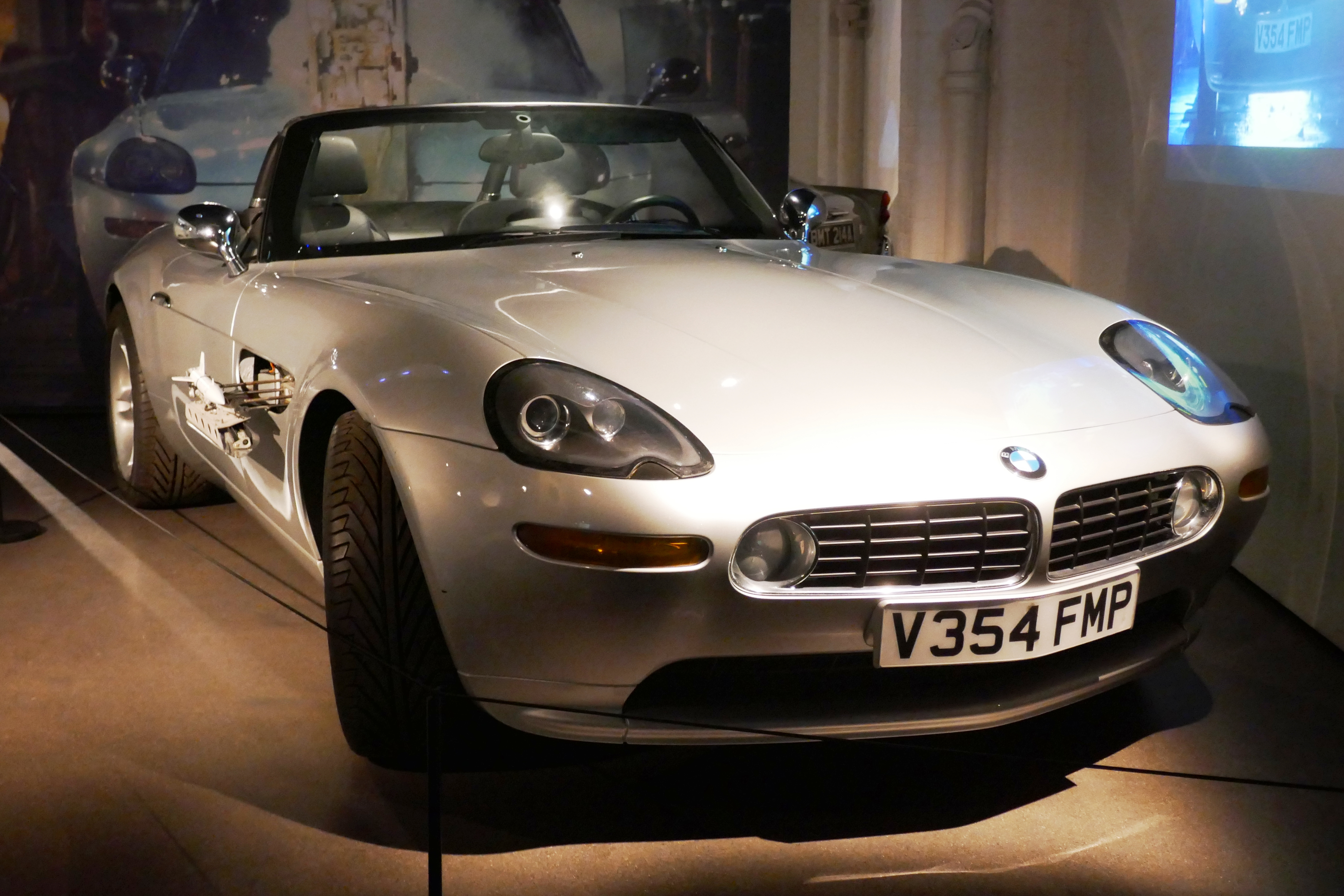
ب‌ام‌و زد۸ مورد استفاده در فیلم دنیا کافی نیست؛ باند در طول مأموریتی در کشور آذربایجان سوار این خودرو می‌شود تا این‌که یک بالگرد مجهز به اره‌های برنده، آن را به دو نیم تقسیم می‌کند.

خودروی ب‌ام‌و زد۸ که باند در طول فیلم سوار آن می‌شود، بخش پایانی از یک قرارداد تبلیغاتی سه‌تایی با شرکت ب‌ام‌و بود. این قرارداد با مدل زد۳ در فیلم گلدن‌آی (۱۹۹۵) آغاز شد و با مدل ۷۵۰ آی‌ال در فیلم فردا هرگز نمی‌میرد (۱۹۹۷) ادامه یافت. با این حال، از آن‌جا که دنیا کافی نیست چند ماه زودتر از عرضهٔ رسمی ب‌ام‌و زد۸ فیلم‌برداری می‌شد، فقط مدل اولیه و نمونه‌های ساختگی این خودرو در اختیار فیلم‌سازان قرار گرفت. طبق داستان فیلم، این خودرو به موشک‌های زمین به هوا مجهز است که از طریق فرمان خودرو به‌عنوان نمایشگر هدف‌گیری فعال می‌شوند. همچنین، امکان کنترل از راه دور آن از طریق سوئیچ مخصوص وجود دارد.

### موسیقی
آلبوم موسیقی فیلم دنیا کافی نیست دومین همکاری دیوید آرنولد با مجموعهٔ فیلم‌های جیمز باند بود. برخلاف سنت همیشگی، دنیا کافی نیست نه با ترانه‌ای جدید به پایان رسید و نه با بازنوازی تیتراژ آغازین. ابتدا قرار بود در پایان فیلم ترانه‌ای با عنوان «فقط خودم مقصرم» پخش شود؛ اما مایکل اپتد آن را کنار گذاشت و به‌جای آن از نسخهٔ ریمیکس موسیقی جیمز باند استفاده شد. این ترانه که توسط دیوید آرنولد و دان بلک نوشته و با صدای اسکات واکر اجرا شده بود، قطعهٔ نوزدهم و پایانی آلبوم موسیقی فیلم است و ملودی آن، پس‌زمینهٔ شخصیت الکترا را تشکیل می‌دهد. این ملودی در قطعات «کازینو»، «تم الکترا» و «هرگز اشتباه نخواهم کرد» شنیده می‌شود. آرنولد در این فیلم دو تم جدید نیز اضافه کرد که در فیلم بعدی جیمز باند، یعنی روزی دیگر بمیر (۲۰۰۲)، از آنها استفاده شد. 
ترانهٔ تیتراژ آغاز فیلم توسط دیوید آرنولد و دان بلک نوشته و توسط گروه موسیقی گاربج اجرا شد. این ترانه پنجمین قطعه‌ای بود که دان بلک برای فیلم‌های جیمز باند می‌نوشت. او پیش از این در ساخت ترانهٔ فیلم‌های گلولهٔ آتشین (۱۹۶۶)، الماس‌ها همیشگی‌اند (۱۹۷۲)، مردی با طپانچهٔ طلایی (۱۹۷۶) و فردا هرگز نمی‌میرد (۱۹۹۷) مشارکت داشت. وبگاه آی‌جی‌ان ترانهٔ «دنیا کافی نیست» را به‌عنوان نهمین تم برتر تاریخ فیلم‌های جیمز باند انتخاب کرد و در سال ۲۰۱۲، وبگاه گرنت‌لند آن را پس از ترانهٔ «گلدفینگر»، دومین قطعهٔ برتر تاریخ فیلم‌های جیمز باند دانست. این ترانه همچنین در دو رده‌بندی مربوط به بهترین آثار سال ۱۹۹۹ حضور داشت: رتبهٔ ۸۷ در فهرست ۸۹ ترانهٔ برتر سال ۱۹۹۹ به انتخاب شبکهٔ رادیویی ایکس‌۸۹ و رتبهٔ ۱۰۰ در فهرست ۱۰۱ تای برتر سال ۱۹۹۹ به انتخاب شبکهٔ رادیوی کیو‌۱۰۱.
گروه موسیقی انگلیسی استراو نیز نسخه‌ای از ترانهٔ تیتراژ فیلم را با همین عنوان تهیه کرده بود؛ اما در نهایت قطعهٔ گروه گاربج انتخاب شد. ترانهٔ گروه استراو از این نظر منحصر‌به‌فرد بود که اشاراتی به چندین رمان ایان فلمینگ داشت؛ از جمله زندگی کن و بگذار بمیرند (۱۹۵۴)، گلدفینگر (۱۹۵۹)، در خدمت سرویس مخفی ملکه (۱۹۶۳) و فقط دوبار زندگی می‌کنید (۱۹۶۴).

## واژه‌نامه
1. ↑  Sir Robert King
2. ↑  Elektra
3. ↑  Renard
4. ↑  Valentine Zukovsky
5. ↑  Christmas Jones
6. ↑  Raoul Silva
7. ↑  Giulietta da Vinci
8. ↑  Miss Moneypenny
9. ↑  Bill Tanner
10. ↑  Sasha Davidof
11. ↑  Plunkett and macleane
12. ↑  Reunion with Death
13. ↑  Dana Stevens
14. ↑  Death Waits for No Man
15. ↑  Fire and Ice
16. ↑  Pressure Point
17. ↑  Dangerously Yours
18. ↑  Sir Thomas Bond
19. ↑  Pharsalia
20. ↑  Forever and a Death
21. ↑  Hard Case Crime
22. ↑  Millwall
23. ↑  Glengall
24. ↑  Chatham
25. ↑  Stow School
26. ↑  L'Or Noir
27. ↑  Halton House
28. ↑  Hankley Common
29. ↑  Luton Hoo
30. ↑  BMW 750il
31. ↑  Only Myself to Blame
32. ↑  Grantland
33. ↑  Straw